# アレクセイ・ファヴォルスキー
アレクセイ・エヴグラーフォヴィチ・ファヴォルスキー（ロシア語: Алексе́й Евгра́фович Фаво́рский, ラテン文字転写: Aleksei Evgrafovich Favorskii、1860年3月3日（ユリウス暦 2月20日） – 1945年8月8日）は、ソ連-ロシアの化学者。

## 略歴
1878年から1882年にかけてサンクトペテルブルク大学で化学を学んだ。アレクサンドル・ブートレロフの研究室に数年間所属し、1891年に講師となった。1895年にPhDを取得し技術化学の教授となった。1894年にファヴォルスキー転位を発見し、1900年と1905年の間にファヴォルスキー反応を発見した。1897年からは新たな有機学科で働き、1934年から1937年まで学科長を務めた。合成ゴムの生産と改善により、1941年にスターリン賞を受賞した。
画家のウラジミール・ファヴォルスキーは甥にあたる。
1945年に死去し、Volkovskoye Orthodox墓地に埋葬された。

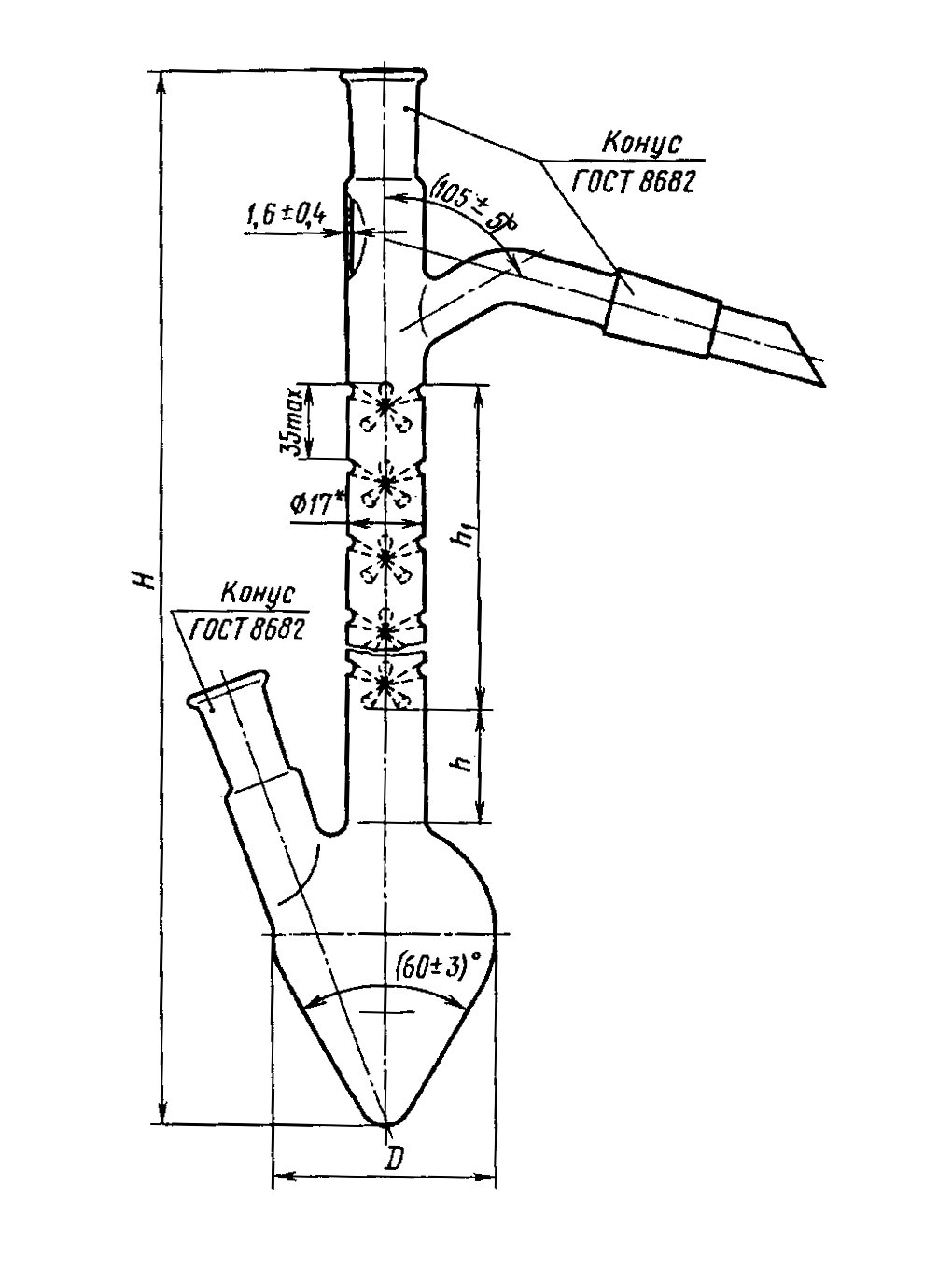
ファヴォルスキーにより発明されたファヴォルスキーフラスコ

## 関連文献
- Biography (St. Petersburg Encyclopedia)
- Favorskii, A. E. (1894). J. Russ. Phys.-Chem. Soc. 26:  559.
- Lewis, David E. (1994). “The University of Kazan - Provincial Cradle of Russian Organic Chemistry, Part II: Aleksandr Zaitsev and his Students”. Journal of Chemical Education 71:  93–97. Bibcode: 1994JChEd..71...93L. doi:10.1021/ed071p93.(Favorskii's academic lineage)
- Shostakovskii, M. F. (1960). “The Influence of the Work of A. E. Favorskii on the Development of the Chemistry of High Molecular Compounds (Centenary of his Birth)”. Russian Chemical Bulletin 9 (5):  723–730. doi:10.1007/BF01179164.